# Tabernakelverschluss

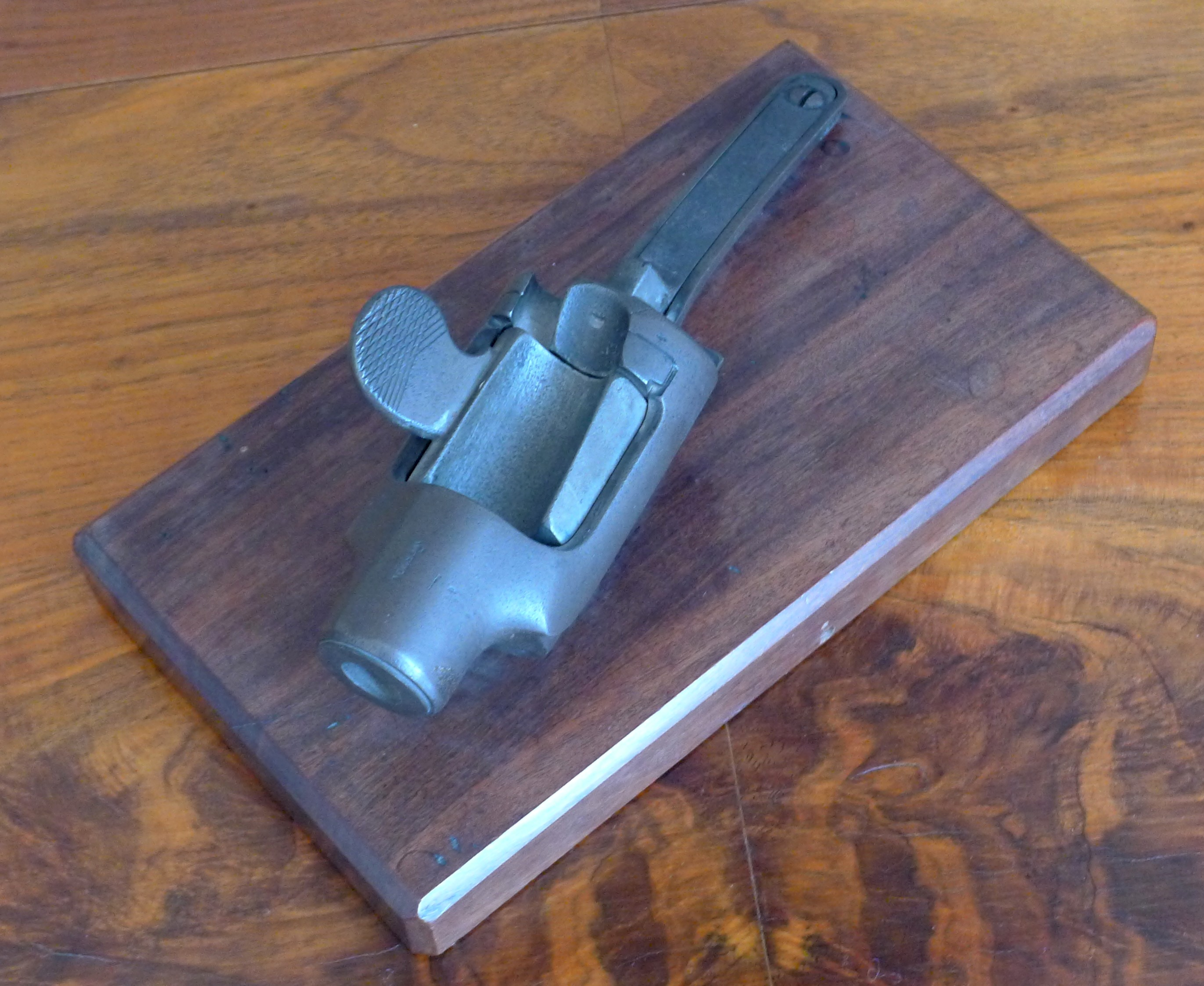
Modell Tabernakelverschluss geöffnet

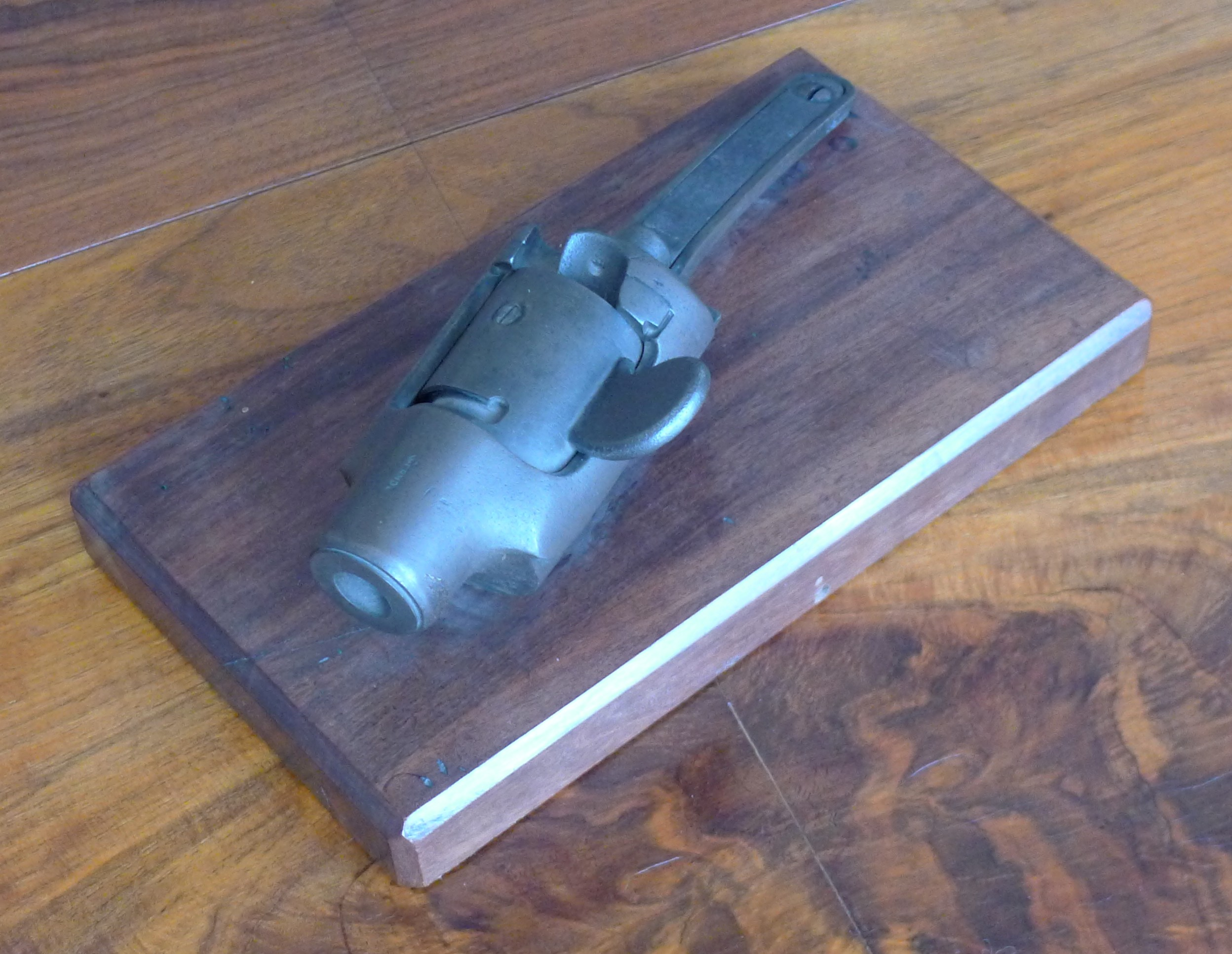
Modell Tabernakelverschluss geschlossen

Der Tabernakelverschluss ist ein von Karl Holub und Josef Werndl 1866 entwickeltes, bahnbrechendes Verschluss-System (Wellblockverschluss mit Lademulde) für Hinterladegewehre, der in der Folge die Österreichische Waffenfabriksgesellschaft in Steyr, Oberösterreich zum damals größten Waffenproduzenten in Europa machte. Der Tabernakelverschluss ist eine Variante der frühen Verschlüsse von Handfeuerwaffen.
Der Tabernakelverschluss besteht aus einem massiven Zylinder, der mit einer Drehung nach rechts geöffnet wird. Dadurch wird die Lademulde freigegeben und eine im Patronenlager befindliche Hülse gelockert (nicht komplett ausgezogen). Durch eine Drehung von etwa 50 Grad nach links wird das System geschlossen und verriegelt. Der Hahn der Waffe muss jeweils per Hand gespannt werden.  
Das System wurde bei den folgenden in Steyr gefertigten Gewehren eingesetzt: 
- Infanterie- und Jägergewehre M1867, Kaliber 11 × 42 mm R
- Karabiner M1867, Kaliber 11 × 36 mm R
- Infanterie- und Jägergewehre M1873, Kaliber 11 × 42 mm R (Verbesserungen am System, zentraler Schlagbolzen)
- Karabiner M1873, Kaliber 11 × 36 mm R
- Extra-Corps-Gewehr M1873, Kaliber 11 × 36 mm R
- M1867/77, Kaliber 11 × 58 mm R, (Modifikation von Vorgängermodellen ab dem 25. Dezember 1887)
- M1873/77, Kaliber 11 × 58 mm R, (Modifikation von Vorgängermodellen ab dem 25. Dezember 1887)
- Infanterie- und Jägergewehre M1877, Kaliber 11 × 58 mm R
- Karabiner M1877, Kaliber 11 × 36 mm R
- Werndl Zimmerkarabiner, Kaliber „11 mm Zimmergewehr-Ladekonus“